# Fort Saganne (roman)
Pour les articles homonymes, voir Fort Saganne (film).
Fort Saganne est un roman de Louis Gardel paru le 1er décembre 1980 aux éditions du Seuil et ayant reçu le Grand Prix du roman de l'Académie française la même année. Il fut adapté au cinéma en 1984 avec le film homonyme Fort Saganne d'Alain Corneau.

## Éditions
- Fort Saganne, éditions du Seuil, 1980  (ISBN 2020057816).